# Basada

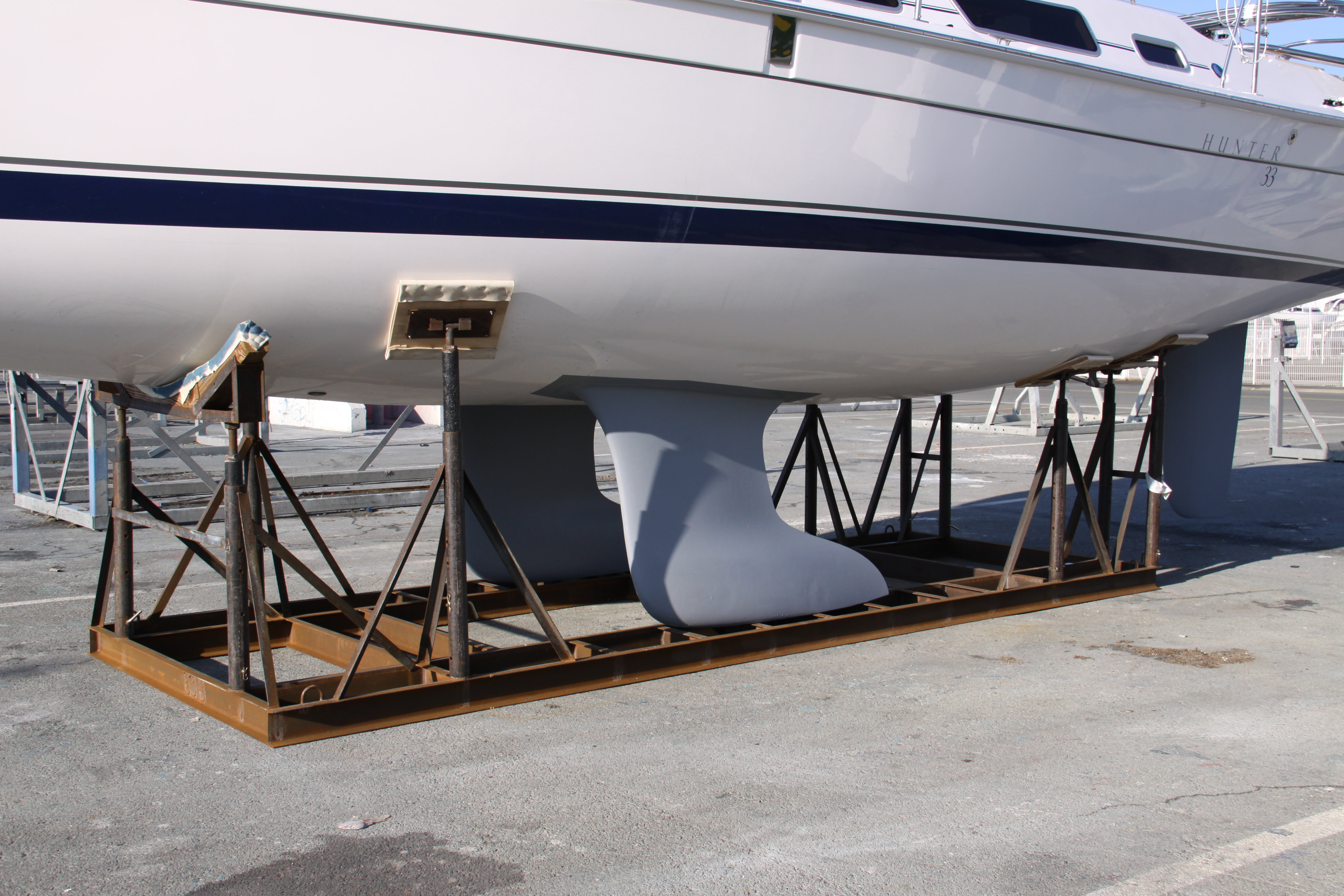
Velero sobre una basada estática adaptada para sus dos quillas.

En construcción naval, la basada es el aparato o máquina que se arma por debajo del buque para botarlo al agua o subirlo a la carena.

## Descripción
La más usada es la que se desliza junto con el barco con el plan firme o solera de la grada de construcción o de carena; y está formada por piezas de madera consistente y densa, sólidamente enlazadas, que en conjunto forman un todo perfectamente adaptable al pantoque del buque que ha de sostener.
Cuando se botan al agua, los buques descansan sobre la basada mientras no hay agua suficiente para su flotación, y cuando, a la inversa, se le coloca en la basada estando todavía a flote.